# Четыре времени суток
«Четыре времени суток» — серия картин живописца французского классицизма Клода Желле по прозванию Лоррен: «Пейзаж со сценой отдыха на пути в Египет (Полдень)», «Пейзаж с Товием и ангелом (Вечер)», «Пейзаж с Иаковом, Рахилью и Лией у колодца (Утро)» и «Пейзаж со сценой борьбы Иакова с ангелом (Ночь)». Все картины серии находятся в собрании Государственного Эрмитажа в Санкт-Петербурге.

## История создания картин
Все картины серии написаны Клодом Лорреном в Риме по заказу декана собора Антверпенской Богоматери Генриха ван Хальмхале (с 1671 года — Ипрского епископа). Первым в серии был создан «Пейзаж со сценой отдыха на пути в Египет», написан в 1654 году; следующий «Пейзаж с Товием и ангелом» датируется 1662 годом; далее был создан «Пейзаж с Иаковом, Рахилью и Лией у колодца» — в 1667 году; «Пейзаж со сценой борьбы Иакова с ангелом» был заказан Лоррену последним и окончен в 1672 году. Таким образом, создание серии растянулось на восемнадцать лет. Серия носит условное название «Четыре времени суток» (иногда для краткости упоминается как «Времена суток»). Внутри серии картины составляют пары: «Пейзаж со сценой отдыха…» и «Пейзаж с Товием…» объединяет фигура ангела-хранителя, а два других пейзажа — «Пейзаж с Иаковом, Рахилью и Лией…» и «Пейзаж со сценой борьбы…» — иллюстрируют сюжеты из истории Иакова.
Считается, что все фигуры на картинах «Полдень», «Вечер» и «Утро» написал Филиппо Лаури — этот художник выполнял человеческие фигуры на многих картинах Лоррена. И лишь на последней картине, «Ночь», все фигуры принадлежат руке самого Лоррена — сохранились авторские эскизы фигур.
Несмотря на общую историю происхождения картин, некоторые исследователи обращают внимание на то, что вторые названия, связанные с временами суток, даны картинам лишь в XVIII веке и, соответственно, объединение картин в общую серию является малообоснованным. Так, например, крупнейший исследователь творчества Лоррена Марсель Рётлисбергер соглашается на парное объединение картин, но при этом категорически отвергает их общую серийность. Он утверждает, что тема времени суток, довольно распространённая в искусстве классицизма и барокко, самого Лоррена никогда не привлекала, но при этом художник неоднократно создавал парные, сюжетно связанные композиции. С ним отчасти соглашается Е. Ф. Кожина: в каталоге венской выставки 1981 года картин из Эрмитажа и Музея изобразительных искусств имени А. С. Пушкина в Москве она отмечает, что художник явно не задумывал картины как серию, но серия сложилась стихийно, в процессе работы для одного заказчика. Н. К. Серебряная сообщает, что между «Пейзажем со сценой отдыха…» и «Пейзажем с Товией…» Лоррен для того же заказчика в 1663 году написал две парные картины на мифологические сюжеты: «Пейзаж с Аполлоном, стерегущим стада Адмета» (холст, масло; 74,5 × 110,4 см; собрание Уоллеса, Лондон; однако в этом собрании картина датируется 1660 годом и сообщается, что она была написана по заказу Корнелиса де Валя) и «Пейзаж с Меркурием и Баттом» (холст, масло; 75,4 × 112,8 см, собрание герцога Девонширского в Чатсуорт-хаусе).
Ю. Г. Шапиро отмечает «идеализированные „героические пейзажи“, в которых отразилась мечта о гармоничном и прекрасно устроенном мире», но при этом говорит об их условном характере и нарочито искусственном выстраивании всей композиции картин.

## Провенанс
Генрих ван Хальмхале скончался в 1676 году, и где картины находились последующие сто лет, не установлено. В 1793 году картины значатся в «Указателе великокняжеского собрания картин Гессенских в Касселе», и там они были записаны как серия «Четыре времени суток» с дополнительными названиями «Утро», «День», «Вечер» и «Ночь». Во время Наполеоновских войн Гессен-Кассельское курфюршество было завоёвано французами, основная часть собрания курфюрста была захвачена Наполеоном в Касселе и отправлена в Лувр. Курфюрст Вильгельм I ещё до прибытия французов попытался спрятать часть своей коллекции картин, включая «Времена суток», на отшибе в домике лесника, но они там были обнаружены генералом Лагранжем и отправлены им императрице Жозефине Богарне, находившейся в это время в Майнце. Формально Наполеон подарил их Жозефине, которая увезла полотна в Мальмезонский замок.
В 1812 году итальянский художник Карло Рануччи, посетив Мальмезон, снял со всех картин серии уменьшенные копии, все они в настоящее время находятся в собрании Государственного музея Майнца.
После смерти Жозефины в конце мая 1814 года мальмезонское собрание было унаследовано её детьми Гортензией и Евгением Богарне. Поскольку мальмезонское собрание считалось частной собственностью, то оно после окончательного поражения Наполеона в ходе кампании Ста дней не подлежало реституции и в 1815 году часть картин (общим числом 38), включая «Времена суток», была продана российскому императору Александру I за 940 тысяч франков (непосредственным оформлением сделки и проведением платежей занимался князь П. М. Волконский). Когда гессен-кассельский курфюрст Вильгельм I обратился к Александру I по поводу бывших своих картин, российский император согласился ему их вернуть при условии возмещения всех своих расходов, на что курфюрст резонно заявил, что он не намерен дважды платить за свои собственные картины. Таким образом все приобретённые Александром I картины из Мальмезона поступили в Эрмитаж. В. Ф. Левинсон-Лессинг называет работы Лоррена среди наиболее ценных приобретений из состава Мальмезонской галереи.
М. Б. Пиотровский, оценивая покупку картин Лоррена у наследников Жозефины Богарне, писал: «картины столь нежные, утончённые, что в них, вопреки истории и реальности, видится образ Жозефины — не той, настоящей, а той, которая осталась в памяти потомков, в частности, и в связи с преданиями об Александре в Париже».
Вся серия картин выставляется в Зимнем дворце, в зале 280 (зал Лоррена) — это один из залов Второй запасной половины дворца, перестроенных и оформленных А. П. Брюлловым после пожара 1837 года
Весной 2008 года все четыре картины Лоррена из серии ненадолго вернулись в Кассель, где находились на выставке «König Lustik?! Жером Бонапарт и образцовое государство Королевство Вестфалия».

## Пейзаж со сценой отдыха на пути в Египет (Полдень)

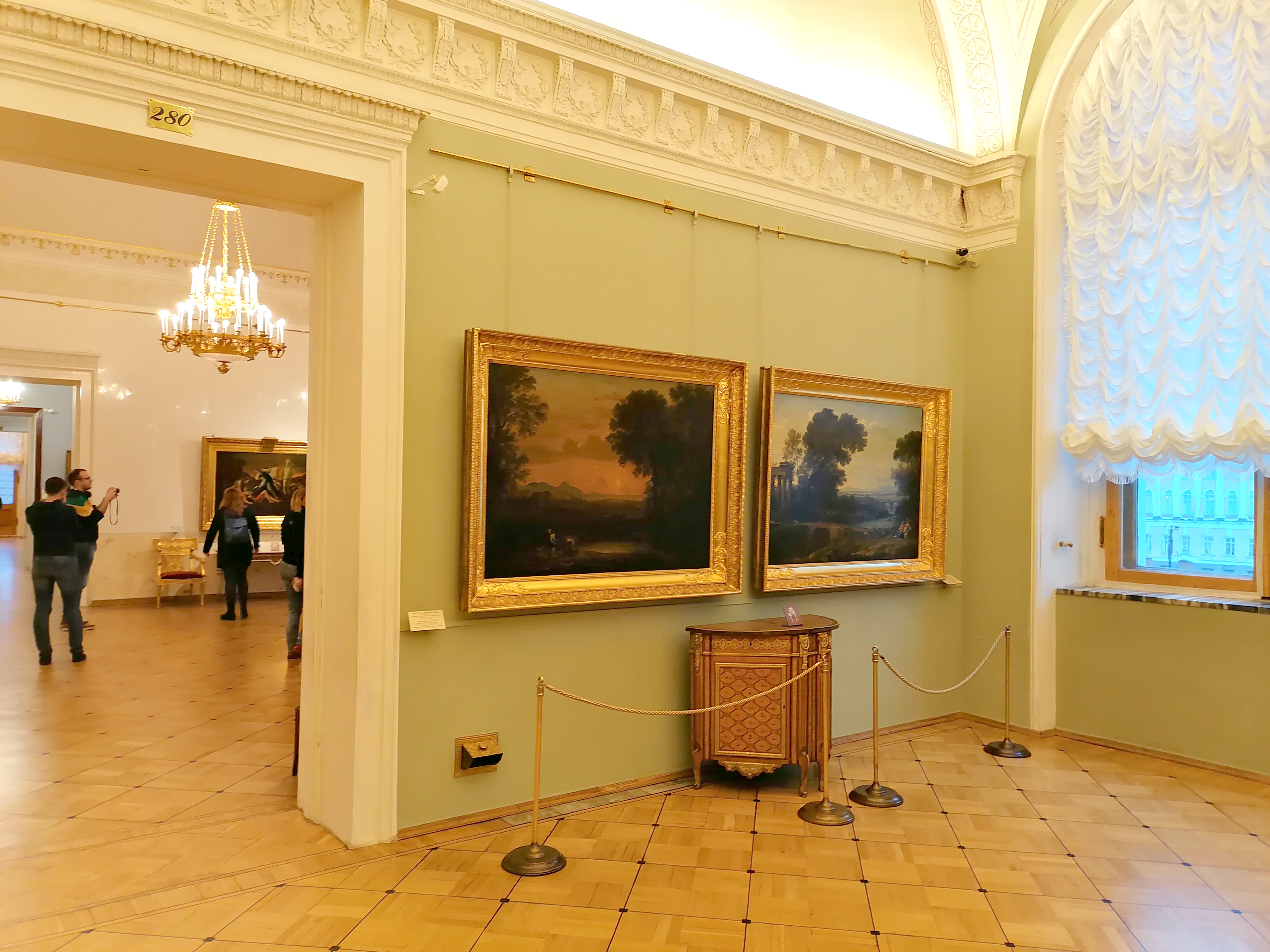
«Полдень» и «Вечер» в зале № 280 Зимнего дворца, Санкт-Петербург

На картине изображена река с пологими берегами, в центре на переднем плане через неё перекинут небольшой мост с каменными опорами. У правого края видна колоннада разрушенного античного храма и возле неё большое дерево, склонившееся к реке. По мосту в сторону колоннады движется охотник, перед ним бежит стая собак. В правой части картины на ближнем берегу изображены пасущиеся овцы и козы, в самом углу в тени под деревом расположилось отдыхающее Святое семейство с осликом. Перед Марией с Младенцем стоит коленопреклонённый ангел. На дальнем плане виден переброшенный через реку многопролётный арочный мост, перед ним реку вброд переходят коровы. Справа внизу подпись художника и дата: CLAVDIO IVF. ROMAE 1654. На оборотной стороне холста чёрной краской нанесены цифры 3421, соответствующие номеру картины в эрмитажной описи 1859 года. На вертикальной планке подрамника помещена наклейка с надписью: Куплена Его Свѣтлостiю / Князем П. М. Волконскiмъ / Министромъ ИМПЕРАТОР / СКАГО Двора 1815 г..
Картина иллюстрирует эпизод Евангелия от Матфея (2: 12—15), когда Дева Мария и Иосиф Обручник с новорожденным Иисусом бежали от преследования царя Ирода в Египет. Она является первой в серии пейзажей, заказанных Лоррену Генрихом ван Хальмхале.
Как следует из авторской подписи, картина создана в 1654 году, однако из-за того что цифры написаны нечётко, А. И. Сомов в эрмитажном каталоге 1908 года отнёс её к 1651 году.
Лоррен большинство своих работ зарисовывал в сборнике «Liber Veritatis», «Пейзажу со сценой отдыха на пути в Египет» в этом альбоме соответствует рисунок № 154. Рисунки из «Liber Veritatis» были награвированы английским художником Ричардом Ирломом и сам дневник в трёх томах был впервые издан Джоном Бойделлом в период с 1774 по 1777 год .
Существует два подготовительных рисунка к картине. Один находится в музее Бойманса — Ван Бёнингена в Роттердаме («Римский пейзаж с мостом и пастухом со стадом»; 15,5 × 21,5 см, инвентарный № F.I.120). Другой — в Британском музее в Лондоне (20,8 × 31,9 см, инвентарный № 1895,0915.901). В сравнении с этими рисунками на картине заметны последующие композиционные изменения: пастух на рисунке из Роттердама впоследствии стал охотником и поменял направление движения, каменный арочный мост на обеих рисунках в картине превратился в деревянный с каменными опорами.
Кроме того, известен отдельный рисунок Лоррена, сделанный им с уже готовой картины. Он хранится в галерее Альбертина в Вене (27,4 × 38 см, инвентарный № 11501), подписан и датирован художником 1660 годом.
Картина выставляется в зале № 280 (Зал Лоррена) Зимнего дворца в Санкт-Петербурге.
Н. К. Серебряная считает, что в «Пейзаже со сценой отдыха на пути в Египет» Клод Лоррен развил сюжетные идеи, ранее воплощённые им в «Сельском празднике» (Государственные музеи Берлина, уменьшенная копия в собрании Далиджской картинной галереи в Англии). Однако в Берлинских музеях картины с таким названием не обнаружено, там находится картина Лоррена «Итальянский прибрежный пейзаж в утреннем свете» (холст, масло; 99,8 × 135,3 см; инвентарный № 448B) — в ней действительно заметна близость к эрмитажному холсту. В Далидже в действительности находится копия картины Лоррена «Отдых на пути в Египет» (холст, масло; 38,7 × 49,8 см; инвентарный № DPG312), написанной в 1676 году, оригинал которой находится в Холкем-холле. Эта картина как самим пейзажем, так и взаимной компоновкой фигур существенно отличается от эрмитажной работы.
Фигура охотника с собакой напоминает аналогичную фигуру с картины Поля Гогена «Сцена из жизни таитян» (холст, масло; 89 × 124 см; Государственный Эрмитаж, инвентарный № ГЭ-6517). В творчестве Гогена многочисленны заимствования и цитирование отдельных элементов из произведений его предшественников — возможно, он видел репродукцию картины Лоррена ещё до отъезда на Таити.

## Пейзаж с Товием и ангелом (Вечер)
На картине изображён речной пейзаж в лучах заходящего солнца. На переднем плане немного левее центра изображён Товия, борющийся с рыбой, за ним наблюдают ангел и собака. На среднем плане показана река, через неё перекинут арочный каменный мост, по противоположному берегу от моста отходит стадо с пастухом. Справа на дальнем берегу расположена группа деревьев, отбрасывающая на реку густую тень, из тени на свет по реке выплывает лодка с двумя рыбаками. Вдали слева на фоне холмов расположены несколько античных храмовых построек. Холмы полого спускаются к морю, образующему линию горизонта, на морской глади заметно несколько лодок. С оборотной стороны картины сепией нанесены цифры 3422, соответствующие номеру по эрмитажной описи 1859 года.
Картина иллюстрирует ветхозаветный эпизод, описанный в Книге Товита: «А путники вечером пришли к реке Тигру и остановились там на ночь. Юноша пошел помыться, но из реки показалась рыба и хотела поглотить юношу. Тогда Ангел сказал ему: возьми эту рыбу. И юноша схватил рыбу и вытащил на землю. И сказал ему Ангел: разрежь рыбу, возьми сердце, печень и желчь, и сбереги их. Юноша так и сделал, как сказал ему Ангел».
Картина была заказана Клоду Лоррену Генрихом ван Хальмхале в 1662 году через посредство своего агента в Риме Корнелиса де Валя. Марсель Рётлисбергер цитирует письмо де Валя от 9 июля 1663 года одному из своих покровителей Антонио Руффо из Мессины, где он упоминает, что Лоррен «всё ещё пишет картину для своего патрона во Фландрии, которая была заказана в апреле прошлого года». Там же де Валь указывает размер картины «tela unperatore» (что соответствует около 134 см в ширину) и называет её цену — 50 дублонов (1000 лир). Всего в 1663 году Лоррен выполнил для этого посредника три работы, из них «Пейзаж с Товием и ангелом» единственный близко соответствует размерам, указанным в письме де Валя.
В альбоме Лоррена «Liber Veritatis» «Пейзажу со сценой отдыха на пути в Египет» соответствует рисунок № 160. Там же под № 158 имеется другой рисунок, с аналогичной композицией, но более вытянутый по горизонтали. Эта запись относится к тому же 1663 году, и там Лоррен указал, что этот вариант картины был написан по заказу князя Колонна (современное местонахождение картины неизвестно).
Сохранилось два подготовительных рисунка Лоррена к картине. Один из них, подписной с авторской датой 1663 год, находится в Государственном графическом собрании в Мюнхене (24,8 × 34,1 см, инвентарный № 3.185); другой, без подписи и даты, — в Британском музее в Лондоне (20,3 × 32,1 см, инвентарный № Oo,6.133, датируется около 1660—1663 годов) — на лондонском рисунке Товий и ангел изображены в пути, до сюжетного момента с рыбой.
Картина экспонируется в зале № 280 (Зал Лоррена) Зимнего дворца в Санкт-Петербурге.

## Пейзаж с Иаковом, Рахилью и Лией у колодца (Утро)

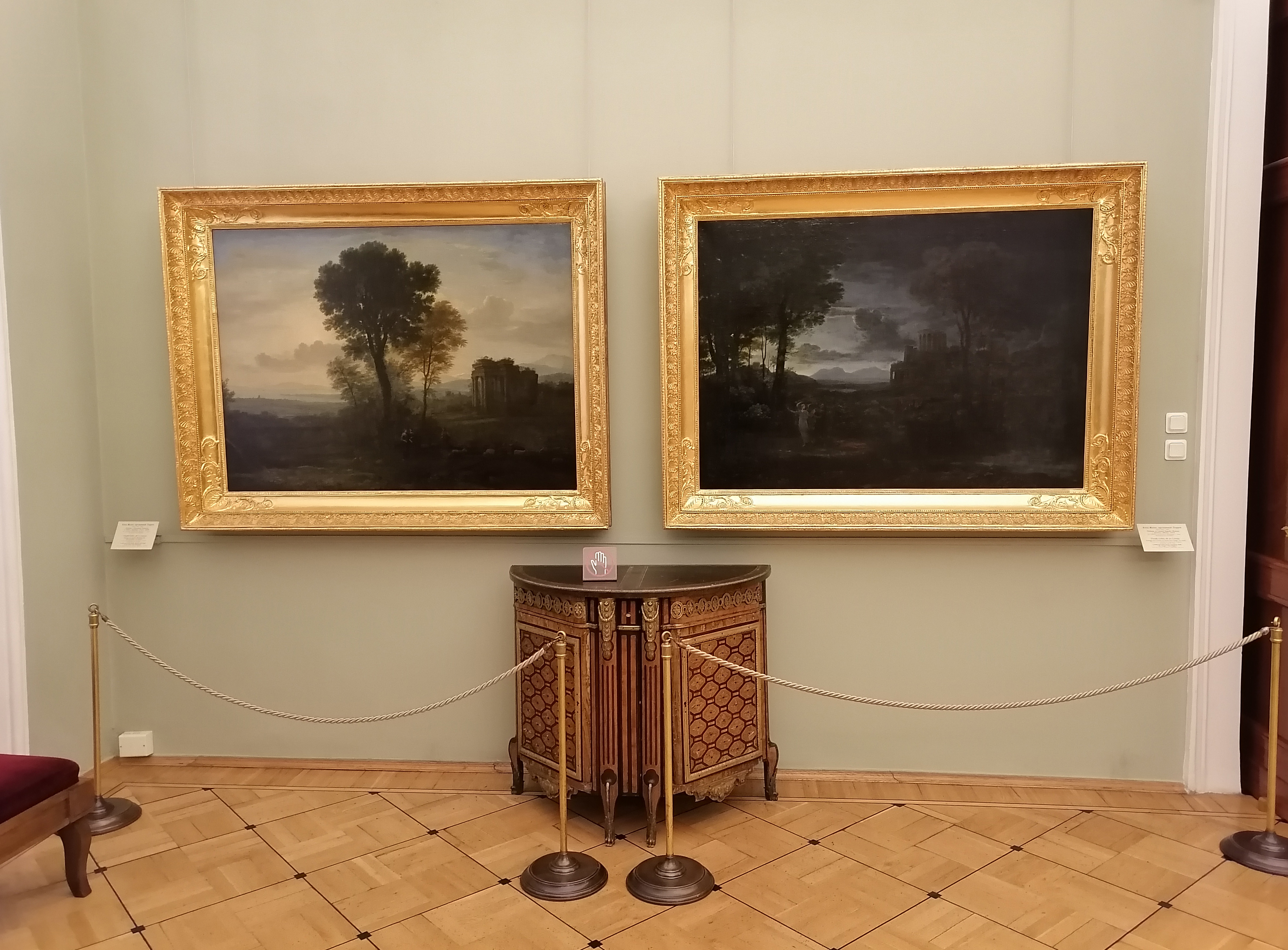
«Утро» и «Ночь» в зале № 280 Зимнего дворца в Санкт-Петербурге

В центре картины изображено большое дерево и группа деревьев поменьше. Под деревьями стоят две женщины и мужчина-пастух. Вокруг них стадо овец. В правой части картины на среднем плане заметны заросшие травой античные развалины. Слева внизу подпись художника и дата: CLAVDIO INV ROMAE 1666. С тыльной стороны картины чёрной краской нанесены цифры 3420, соответствующие номеру картины по эрмитажной описи 1859 года. На вертикальной планке подрамника наклейка с рукописным текстом: Куплена Его Свѣтлостiю / Князем П. М. Волконскiмъ / Министромъ ИМПЕРАТОР / СКАГО Двора 1815 г.
Картина иллюстрирует ветхозаветный эпизод, описанный в Книге Бытия «Встреча Иакова с Рахилью», однако Лоррен дополнительно ввёл фигуру сестры Рахили Лии, которая, согласно библейскому тексту, при этом событии не присутствовала. Кроме того, Лоррен изменил и время действия. В Библии Иаков в этом эпизоде говорит, что «дня ещё много, не время собирать скот», то есть действие происходит днём, но Лоррен явно изобразил утренние часы. Н. К. Серебряная предположила, что это может быть связано со временем других картин серии, «но следует учитывать и то, что помимо виртуозной живописной передачи сложного эффекта освещения художник всегда стремился к соответствию изображаемых им атмосферных явлений сюжетному содержанию, в данном контексте — пробуждению любви Иакова к Рахили. Лучи восходящего солнца ещё только пробиваются сквозь облака, весь первый план полотна освещён отражёнными от облаков лучами, рассеянными и мягкими, как неуверенны и робки первые шаги навстречу друг другу Иакова и Рахили».
В альбоме Лоррена «Liber Veritatis» «Пейзажу с Иаковом, Рахилью и Лией у колодца» соответствует рисунок № 169, причём там указана дата 1667 год.
Сохранилось несколько подготовительных рисунков к картине. Два из них находятся в Британском музее в Лондоне и датируются около 1665 года (10,2 × 15,9 см, инвентарный № 1895,0915.907; 9,5 × 15,9 см, инвентарный № 1910,0212.93). Ещё один рисунок имеется в собрании Южноафриканской национальной галереи в Кейптауне, этот рисунок подписан автором и датирован 1665 годом (15,8 × 21,8 см). В Национальной галерее Виктории в Мельбурне хранится ещё один подписной рисунок (16,1 × 22 см, инвентарный № 3083-4), на нём находится записка самого Лоррена от 20 марта 1665 года, адресованная заказчику картин Генриху ван Хальмхале с вариантами пейзажной композиции.
Картина экспонируется в зале № 280 (Зал Лоррена) Зимнего дворца.

## Пейзаж со сценой борьбы Иакова с ангелом (Ночь)
В правой и левой частях картины расположены высокие деревья с раскидистой кроной. Слева под деревьями изображена сцена борьбы Иакова с ангелом. В центре в просвете между деревьями показан привал пастухов, за ними на холме руины античного храма. Кроме того, видны два разделённых стада Иакова, одно стадо поднимается на холм к руинам, другое движется вправо через реку по каменному многоарочному мосту. С оборотной стороны картины чёрной краской нанесены цифры 3423, соответствующие номеру по эрмитажной описи 1859 года. На вертикальной планке подрамника наклейка с текстом Куплена Его Свѣтлостiю / Князем П. М. Волконскiмъ / Министромъ ИМПЕРАТОР / СКАГО Двора 1815 г.. По мнению Н. К. Серебряной, развалины напоминают храм Весты в Тиволи.
Картина иллюстрирует ветхозаветный эпизод, описанный в Книге Бытия: И остался Иаков один. И боролся Некто с ним до появления зари; и, увидев, что не одолевает его, коснулся состава бедра его и повредил состав бедра у Иакова, когда он боролся с Ним. И сказал [ему]: отпусти Меня, ибо взошла заря. Иаков сказал: не отпущу Тебя, пока не благословишь меня.
В альбоме Лоррена «Liber Veritatis» «Пейзажу со сценой борьбы Иакова с ангелом» соответствует рисунок № 181, причём там указана дата 1672 год. На обороте рисунка Лоррен сделал надпись «l’alba del giorno» («рассвет»). Однако, согласно Библии, на рассвете произошёл финал эпизода — Иаков получил благословение Бога, а сама сцена борьбы происходила до рассвета, то есть ночью — отсюда и второе название картины.
Н. К. Серебряная, анализируя картину, писала: «Мастер использовал один из своих любимых приёмов: свет, идущий из глубины пространства. Солнце ещё за горизонтом, и его появление предвещает лишь освещённый край облака — самое яркое пятно в картине, колорит которой наполнен глубокими синими и зелёными тонами. Все детали композиции — деревья, постройки, фигуры — расположены против источника света».
Сохранилось несколько подготовительных рисунков к картине. Один из них находится в Британском музее в Лондоне и датируется около 1670—1671 года (15,9 × 22,5 см, инвентарный № Oo,8.245) — на картине, в сравнении с рисунком, Лоррен изменил взаимное расположение фигур Иакова и ангела. Ещё один рисунок имеется в собрании герцогов Девонширских в Чатсуорт-хаусе, причём он подписан и датирован самим Лорреном 1671 годом (25 × 37,1 см, инвентарный № 942). Другой аналогично подписанный и датированный рисунок хранится в собрании Кларк в Кембридже (24,3 × 35,2 см, инвентарный № 2-687). Рисунок с эскизом фигур Иакова и ангела имеется в Лувре (инвентарный № RF4600). Кроме того, в собрании Лувра хранятся два рисунка, выполненные Лорреном с уже законченной картины. Один из них датирован 1672 годом (24,7 × 33,9 см, инвентарный № RF 4599), другой — 1674 годом (24,8 × 34,9 см, инвентарный № RF 26697, рисунок сильно повреждён, с значительными утратами), причём существует гипотеза о том, что рисунок 1674 года выполнен не с готовой картины, а является повторением рисунка 1672 года.
Картина экспонируется в зале № 280 (Зал Лоррена) Зимнего дворца в Санкт-Петербурге.